# Georges Mouget
Georges Mouget, né le 7 octobre 1879 à Jougne (hameau de La Ferrière-sous-Jougne) et mort le 7 avril 1937 à Paris, est un officier de marine français.

## Biographie
Georges Jules Séraphin Mouget entre à l'École navale en septembre 1895 et en sort aspirant de 1re classe en octobre 1898. Il sert alors sur le cuirassé Brennus en escadre de Méditerranée et passe en avril 1899 sur le croiseur protégé Amiral Cécille.
Enseigne de vaisseau (octobre 1900), il embarque en 1901 sur le croiseur Galilée avant d'être quelque temps à terre à Rochefort puis d'être attaché en juillet 1905 à la mission hydrographique d'Indochine sur la Manche. Aide de camp de l'amiral aux commandes de la division d'Extrême-Orient sur le Montcalm (mai 1906), il est promu lieutenant de vaisseau en août, revient à Toulon puis est affecté en juin 1907 comme membre adjoint à la Commission d'artillerie de Gâvres.
Élève de l’École de canonnage à Toulon sur la Couronne et le Pothuau (1908), il en est breveté et embarque aussitôt comme officier canonnier sur le cuirassé Suffren en escadre de Méditerranée (octobre 1909). En octobre 1911, il est envoyé aux torpilleurs de Cherbourg comme officier canonnier sur le cuirassé Démocratie (novembre 1913) puis entre en décembre à l'École supérieure de la marine dont il sort breveté en août 1914.
Au début de la Première Guerre mondiale, il sert sur les croiseurs cuirassés Jules Michelet et Waldeck-Rousseau en armée navale puis en octobre 1915, est chargé de superviser à Rochefort les travaux d'achèvement du contre-torpilleur Enseigne Roux dont il prend le commandement en avril 1916. Envoyé sur les bancs de Flandre, il se fait remarquer brillamment durant les violents combats contre des torpilleurs allemands les 19-20 mai et 23 juin 1917 et obtient une citation à l'ordre de l'armée ainsi que la rosette d'officier de la Légion d'honneur et est nommé capitaine de corvette le 1er juillet.
En novembre 1917, il est attaché à l'état-major particulier de Georges Leygues alors ministre et est promu capitaine de frégate en mars 1918. Commandant de la Joyeuse et de la 3e escadrille à la division des patrouilles de la Manche (avril 1918), il prend en décembre celui de la 4e escadrille chargée des dragages du sud de la Manche.
Chef d'état-major de l'amiral Violette en escadre de Méditerranée sur la Lorraine (juillet 1919) puis sur la France (mars 1920), il devient en décembre 1921 professeur de tactique et de stratégie à l’École de guerre navale et est promu capitaine de vaisseau en avril 1923.
En juin 1924, il commande le croiseur cuirassé Pothuau à Toulon puis devient chef d'état-major de l'amiral commandant en chef l'escadre de Méditerranée sur la Bretagne (juillet 1925). Second sous-chef d'état-major général (octobre 1927), il travaille activement auprès de l'amiral Violette au développement des constructions nouvelles de la flotte et est promu contre-amiral en mars 1928.
Commandant de la division navale d'Extrême-Orient avec pavillon sur le Waldeck-Rousseau (mars 1929), il prend les commandes en janvier 1931 de l’École de guerre et du Centre des hautes études navales. Commandant supérieur de la défense des communications en mer du Nord (février 1932), il est nommé vice-amiral en mai et préfet maritime de Toulon en octobre. ll prend ses fonctions en décembre.
En mai 1934, il commande en chef la 1re escadre en Méditerranée avec pavillon sur le croiseur Algérie et devient membre en février 1935 du Conseil supérieur de la marine. 
Il devient inspecteur général des forces maritimes de Méditerranée (novembre 1936) et est élu à l'Académie de marine. 
Peu après cette élection, il meurt subitement le 7 avril 1937 en son domicile dans le 8e arrondissement, et, est inhumé au cimetière du Père-Lachaise (97e division).

## Récompenses et distinctions
- Chevalier (11 juillet 1912), Officier (16 juin 1920), Commandeur (12 janvier 1929) puis Grand officier de la Légion d'honneur (28 juin 1935).
- Croix de guerre 1914-1918